# Waltbert
Waltbert (auch Waldbert, Waldbreht, Walbert oder Waltbraht) (bezeugt zwischen 834 und 872) war ein Enkel Widukinds und (Gau-)Graf im Lerigau.

## Leben
Waltbert war ein Sohn des Wikbert (Wibert, Wibreht, Wicbert), der wiederum Sohn von Widukind von Sachsen (bezeugt 777–785) war. Er wird erstmals 834 im Zusammenhang mit einer Schenkung erwähnt, die er mit seinem Vater der St. Martinskirche in Utrecht zukommen ließ.

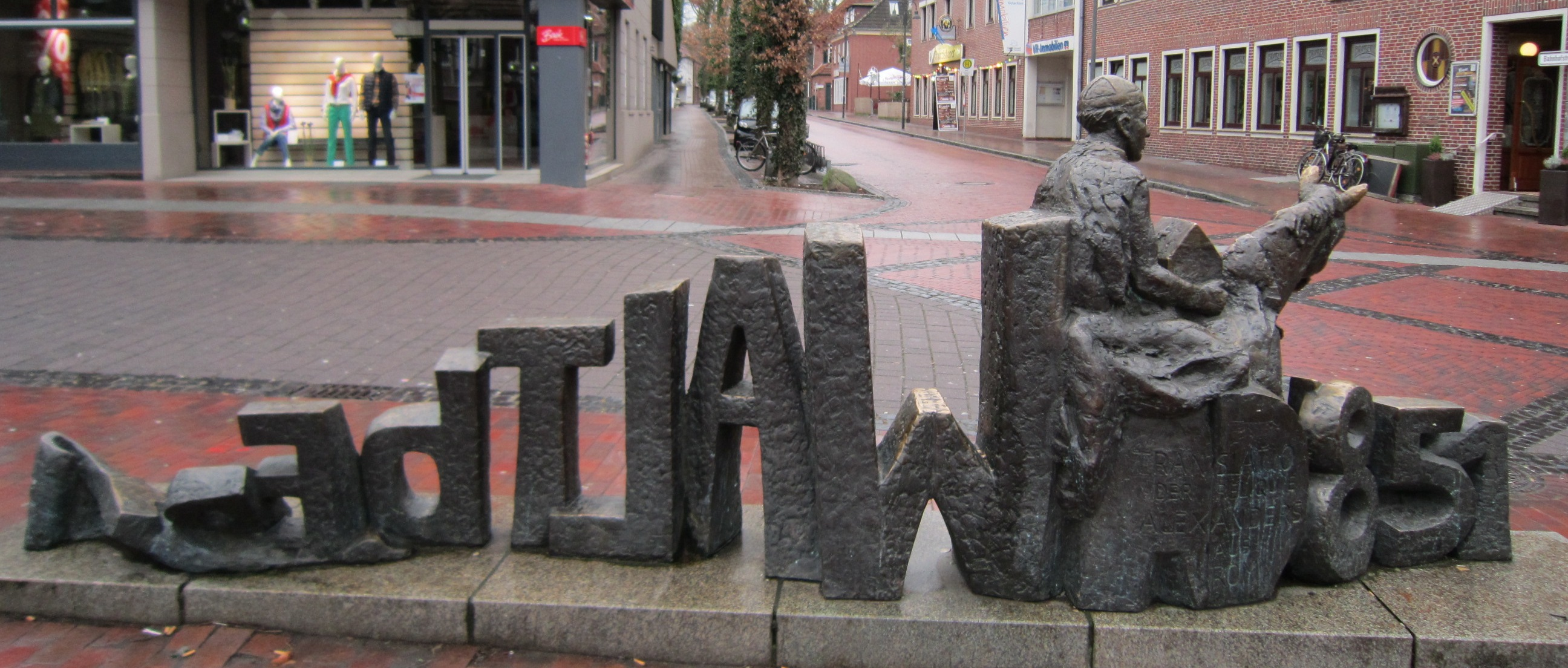
Wildeshausen: Bronzeskulptur der Überführung der Gebeine des Heiligen Alexander nach Wildeshausen durch Waltbert

Wesentliches Zeugnis von Waltberts Leben ist die von ihm selbst in Auftrag gegebene lateinische Legende De miraculis sancti Alexandri (lat., „Von den Wundern des heiligen Alexanders“). Laut dieses Textes diente Waltbert im Kriegsgefolge Lothars I., da sein Vater Wikbert offenbar Parteigänger Lothars war. Waltbert konnte das Vertrauen des Kaisers gewinnen und wurde daher von diesem unterstützt, als er 850 nach Rom ging, um die Gebeine des Märtyrers Alexander von Rom in eine von ihm gestiftete Kirche in Wildeshausen zu überführen (Reliquientranslation). Wenige Jahre zuvor war es in Sachsen zum Stellinga-Aufstand gekommen. Die Überführung der wertvollen Reliquie, während der laut der Schrift De miraculis sancti Alexandri zahlreiche Wunderheilungen geschahen, diente dazu, die Autorität der Kirche in Waltberts Herrschaftsgebiet wiederherzustellen. Um dies auch für die weitere Bekehrung der Sachsen zu nutzen und als Abschreckung für weitere Aufstände, ließ Waltbert in der Folge die Geschichte der Reliquientranslation schriftlich festhalten und mit einer Darstellung der älteren Sachsengeschichte verbinden.
In der Folge trieb er die Erweiterung der von ihm gegründeten Kirche in Wildeshausen zum Kanonikerstift voran, erreichte dies wohl aber erst 871, als er sich nach dem Tod Lothars I. 855 dessen Bruder Ludwig dem Deutschen zuwandte. Dieser stellte 871 Wildeshausen unter seinen Schutz und verlieh dem Ort Immunität.
872 übertrugen Waltbert und seine Frau Altburg die Alexanderkirche sowie den gesamten Ort Wildeshausen dem dortigen Kanonikerstift und sicherten ihre Stiftung in der Folge noch durch weitere Schenkungen an Grundbesitz und Lehensleuten ab. Als seinen unmittelbaren Nachfolger bestimmte er seinen zum Geistlichen geweihten, erstgeborenen Sohn Wigbert, später Bischof von Verden. Weiterhin bestimmte er, dass auch die weitere Nachfolge des Stiftsvorstandes seiner Familie vorbehalten bleiben soll.
Waltberts Biograph Heinrich Schmidt vermutet hinter dieser umfangreichen Stiftstätigkeit eine Art Vergangenheitsbewältigung für Waltbert und seine Familie, die durch die führende Rolle des Großvaters im heidnischen Widerstand der Sachsen gegen Frankenreich und Christentum belastet war. Sowohl die Reliquienüberführung als auch die Stiftstätigkeit sollten wohl den Makel des widukindischen Heidentums christlich überstrahlen. Gleichzeitig sollte sie aber wohl auch die einst von dem Heiden Widukind eingenommene, nun christianisierte Position Waltberts als Stammesführer bestätigen.